# Sandschak Pljevlja

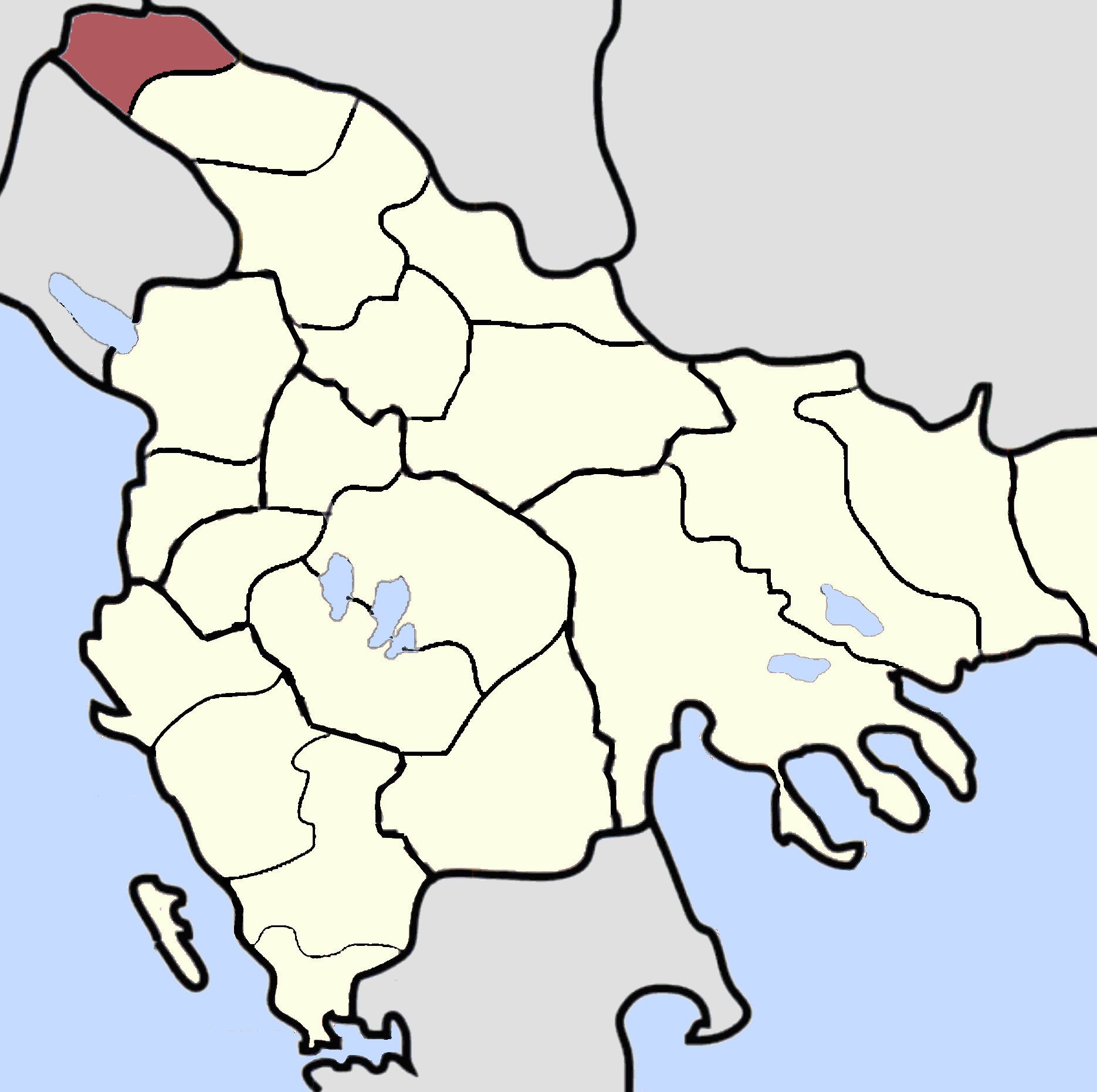
Das Gebiet des Sandschak Pljevlja (1880–1912)

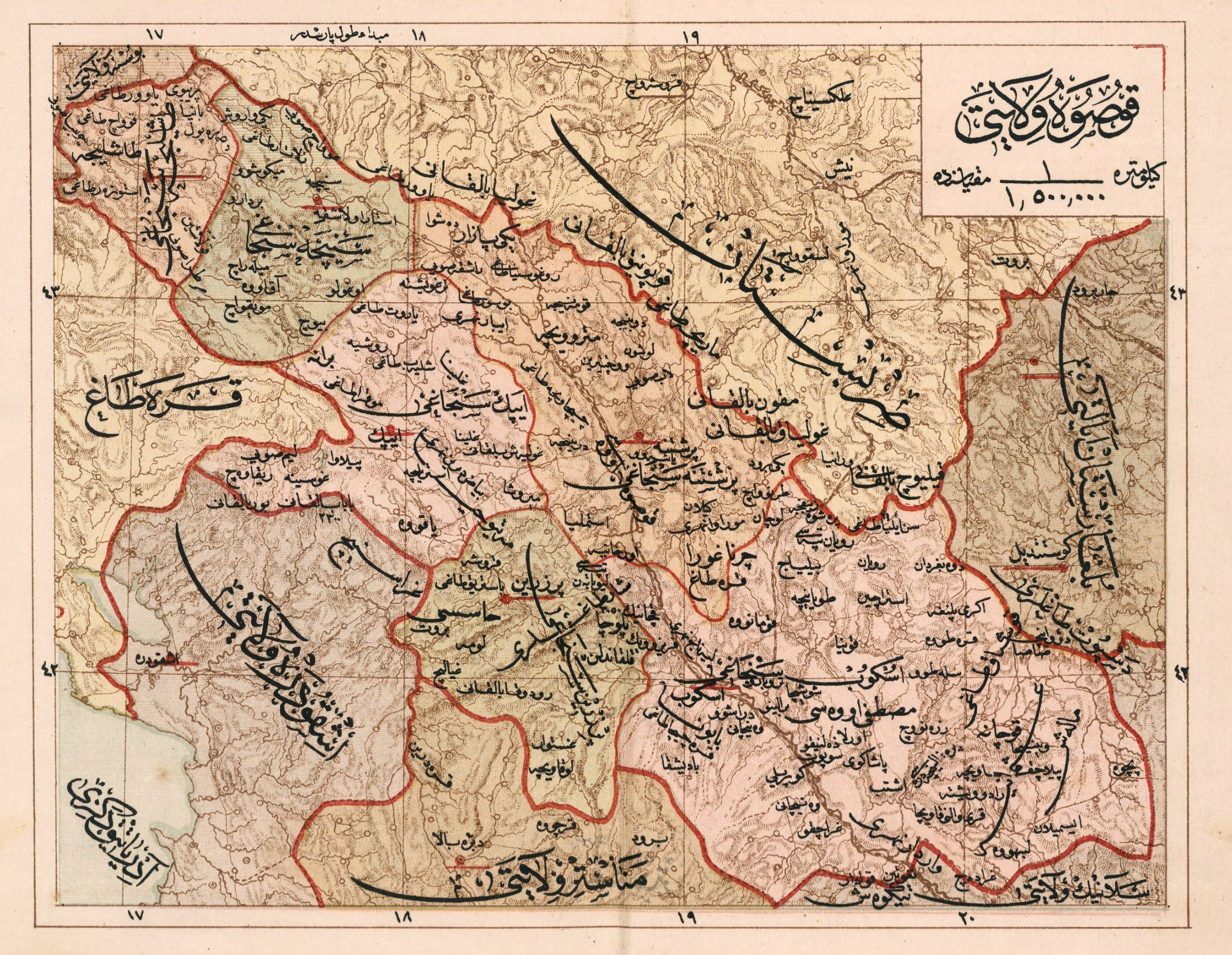
Das Gebiet des Vilâyets von Kosovoo (1907) mit Sandschak Pljevlja und Sandschak Novi Pazar

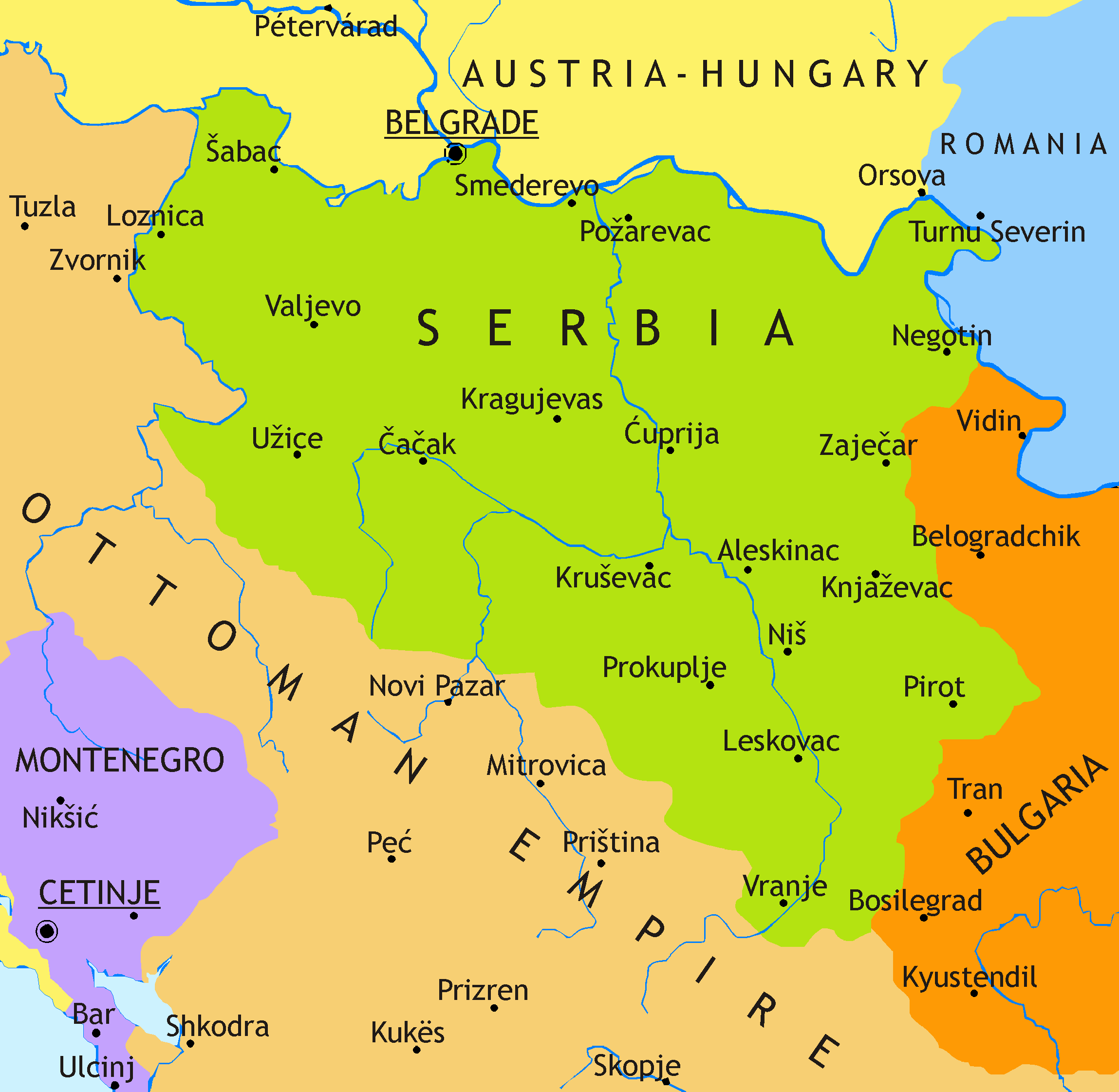
Osmanisches Reich inklusive des Sandschak Pljevlja und Sandschak Novi Pazar zwischen Serbien und Montenegro (1880–1912)

Der Sandschak Pljevlja, auch Sandschak von Taschlidscha (türkisch Taşlıca Sancağı, serbokroatisch Срез Пљевља Srez Pljevlja), war ein Bezirk (Sandschak) des Osmanischen Reichs in Südosteuropa von 1880 bis 1913. Sein Gebiet entspricht heute dem Nordosten Montenegros (Pljevlja, türkisch Taşlıca) und dem Südwesten Serbiens (Prijepolje und Priboj).

## Geschichte
Die Region wurden durch die osmanischen Eroberungen ab der Mitte des 15. Jahrhunderts Teil des Osmanischen Reiches. Der Sandschak Novi Pazar umfasste seit 1865 einen Streifen im Nordosten des heutigen Montenegro (opštine Bijelo Polje, Berane, Pljevlja und Rožaje) und Südwesten des heutigen Serbiens (opštine Nova Varoš, Novi Pazar, Priboj, Prijepolje, Sjenica und Tutin), sowie Teile des nördlichen Kosovo (Gegend um Kosovska Mitrovica). 1877 kam der Sandschak Novi Pazar zum neugeschaffenen Vilâyet Kosovo.
Auf dem Berliner Kongress 1878 musste das Osmanische Reich die Unabhängigkeit der Fürstentümer Serbien und Montenegro anerkennen. Der zwischen den beiden liegende Sandschak Novi Pazar verblieb beim Osmanischen Reich und bildete eine Verbindung zwischen dem ebenfalls völkerrechtlich osmanischen Bosnien und Herzegowina und dem Kerngebiet des Osmanischen Reichs. Österreich-Ungarn besetzte jedoch Bosnien und Herzegowina und bekam auch das Recht zugesprochen, in Pljevlja mit dem Sandschak Novi Pazar Truppen zu stationieren.
Pljevlja wurde 1880 Sitz eines neu gebildeten gleichnamigen Sandschaks (Pljevlja, Prijepolje und Priboj). Als Grenzstadt wurde Pljevlja Garnison mit über 5000 Soldaten und deren Familien. Dies führte zu einer Transformation von einer orientalisch geprägten in eine westliche Stadt. 1880 erhielt die Stadt ihr erstes Krankenhaus und 1889 die erste Brauerei. 1908 zogen die österreichisch-ungarischen Truppen wieder ab.
Nach der Annexion Bosniens durch Österreich-Ungarn 1908 verließen die habsburgischen Truppen die Sandschaks Pljevlja und Novi Pazar, und Österreich-Ungarn verzichtete gegenüber dem Osmanischen Reich auf jegliche Rechte in diesem Gebiet. Im Ersten Balkankrieg 1912 eroberten serbische und montenegrinische Truppen den Sandschak Pljevlja und die Stadt Pljevlja und beendeten damit endgültig die osmanische Herrschaft. Im Londoner Vertrag wurde der Sandschak Pljevlja 1913 den beiden Staaten zugesprochen. Die Stadt Pljevlja wurde Teil des Königreichs Montenegro, das nach Ende des Ersten Weltkriegs im Königreich der Serben, Kroaten und Slowenen aufging.